# فيليب لوروا
فيليب لوروا (بالفرنسية: Philippe Leroy)‏ هو مهندس وسياسي فرنسي، ولد في 3 فبراير 1940 في ليل في فرنسا. حزبياً، نشط في الاتحاد من أجل حركة شعبية. وقد انتخب عضو مجلس الشيوخ الفرنسي وانتخب عضو مجلس جهوي وانتخب رئيس بلدية ‏ Vic-sur-Seille ‏ (1981 – 18 مارس 2001).